# Eduardo de Balliol
Eduardo de Balliol o Baliol, (Edward de Balliol) (ca. 1282–1364), fue un monarca de Escocia.

## Biografía
Hijo de Juan de Balliol y de Isabella de Warenne, hija de John de Warenne, VII conde de Surrey y de Alicia de Lusignan, hija, a su vez, de Hugo X de Lusignan y de Isabel de Angulema, viuda del rey Juan I de Inglaterra. 
Eduardo III lo invitó a Inglaterra y lo instó a recuperar el trono que le correspondía por derecho de nacimiento, por lo que después de la muerte del rey Robert Bruce en 1329, se unió a los barones Thomas Wake y Henry de Beaumont, y trataron de recuperar las tierras perdidas tras la guerra con Inglaterra. Eduardo trató de hacerse con el trono escocés durante la minoría de edad de David II de Escocia.  
Entre 1331 y 1334, durante la Segunda Guerra Civil Escocesa, Eduardo III de Inglaterra apoyó a Eduardo Balliol, que le había aceptado como aliado e invadió Escocia el 23 de noviembre de 1332. Las tropas combinadas de ambos derrotaron a los escoceses en Halidon Hill el 19 de julio de 1333 y Balliol tomó el trono, jurando lealtad Eduardo III, al que cedió los condados de Berwick, Roxburgh, Selkirk, Peebles, Dumfries y los de Lothians a cambio de la ayuda que le había otorgado. David tuvo que exiliarse tras su derrota frente a los ingleses en julio de 1333, refugiándose en la corte francesa y rindió homenaje al rey Felipe VI. 
El reinado de Eduardo de Balliol fue breve, ya que tenía en su contra a la nobleza escocesa. En 1334 se vio obligado a refugiarse en Inglaterra y en julio de 1335 Eduardo III lo volvió a colocar en su trono. En 1338, fue atacado por Robert Stewart y se dio nuevamente a la fuga, renunciando definitivamente al trono en 1356. Tras esto, Eduardo de Balliol se retiró y murió en Wheatley en 1367. 
En 1341, la pérdida del apellido Balliol supuso también el fin de la dinastía Balliol que murió con él.